# 赤坂見附站
赤坂見附站（日语：／ Akasaka-mitsuke eki */?）位於日本東京都港區赤坂三丁目，是東京地下鐵的鐵路車站。

## 概要
此站有銀座線（車站編號：G 05）與丸之內線（車站編號：M 13）2條路線停靠。是丸之內線在港區唯一的車站。
另外，此站與停靠有樂町線、半藏門線、南北線的永田町站（千代田區）可進行付費區內轉乘，同屬聯絡車站。因此本站與永田町站發售的乘車券可通過對方的驗票閘門。另外，本站起訖的定期券也可出入永田町站。而包含本站、永田町站與鄰接的溜池山王站、國會議事堂前站間（銀座線、丸之內線、南北線，與本站及永田町站屬於聯絡車站）、青山一丁目站間（銀座線、半藏門線）、四谷站間（丸之內線、南北線）的定期券可在該區間內搭乘並行路線。
被視為同一座聯絡車站的本站與永田町站，有五條東京地下鐵路線停靠，是該公司停靠最多路線的車站。
赤坂五丁目有千代田線赤坂站，但本站較早開幕。且兩站非轉乘站。

## 歷史
- 1938年（昭和13年）11月18日：東京高速鐵道（日语：東京高速鉄道）車站啟用。
- 1941年（昭和16年）9月1日：東京高速鐵道編入帝都高速度交通營團（營團地下鐵）。
- 1959年（昭和34年）3月15日：丸之內線通車，成為轉乘站。
- 1974年（昭和49年）10月30日：有樂町線永田町站啟用，但只可經通道轉乘。
- 1979年（昭和54年）9月21日：半藏門線永田町站啟用，成為有樂町線與半藏門線轉乘站。
- 1997年（平成9年）9月30日：南北線永田町站啟用，加入可轉乘路線。
- 2004年（平成16年）4月1日：營團地下鐵民營化。銀座線與丸之內線由東京地下鐵繼承。
- 2007年（平成19年）6月19日：丸之內線月台啟用月台閘門。

### 站名由來
站名來自於附近的赤坂見附遺址。

## 車站構造

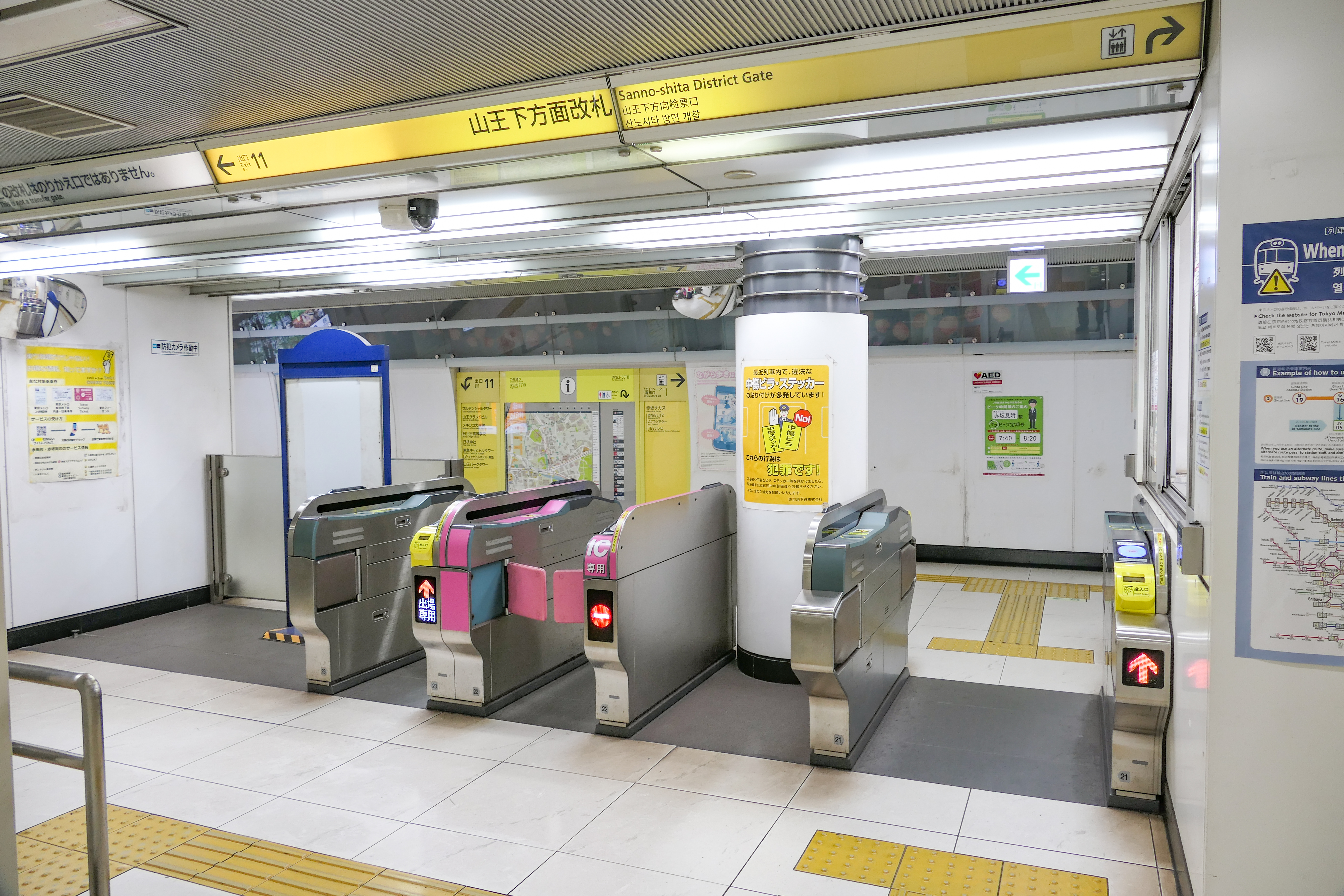
山王下方向閘口（2023年8月）

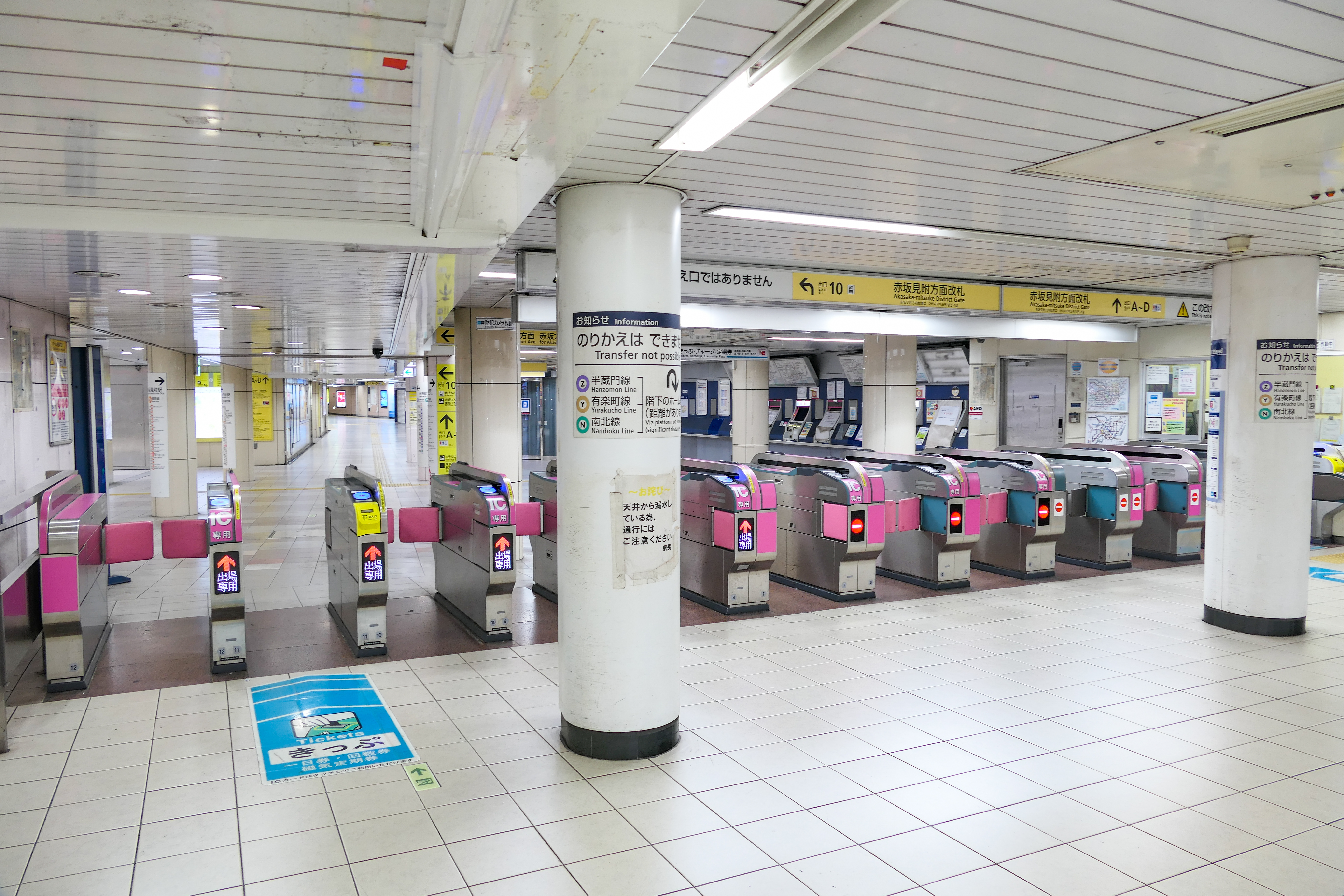
赤坂見附方向閘口（2023年8月）

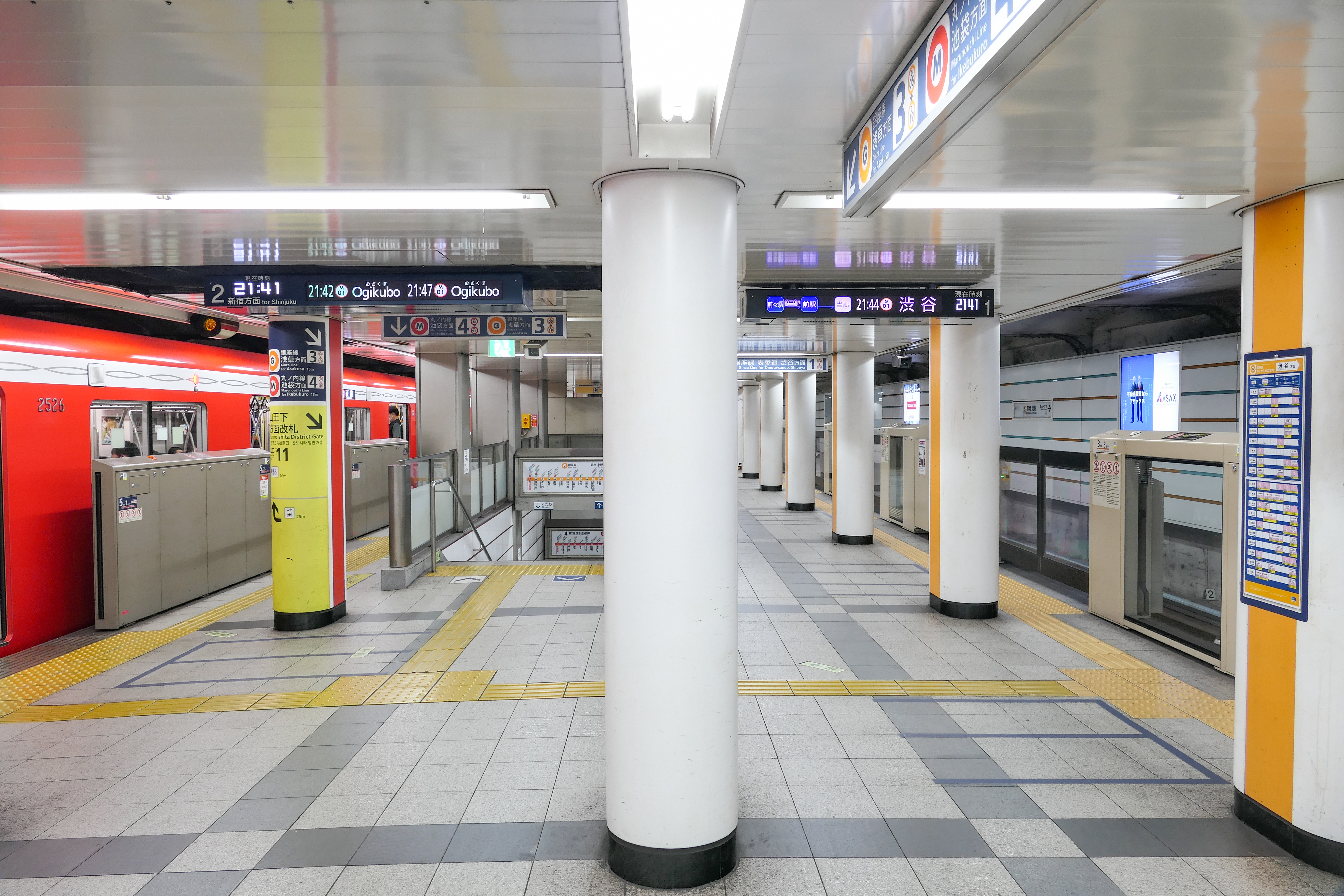
1號與2號月臺（2023年8月）

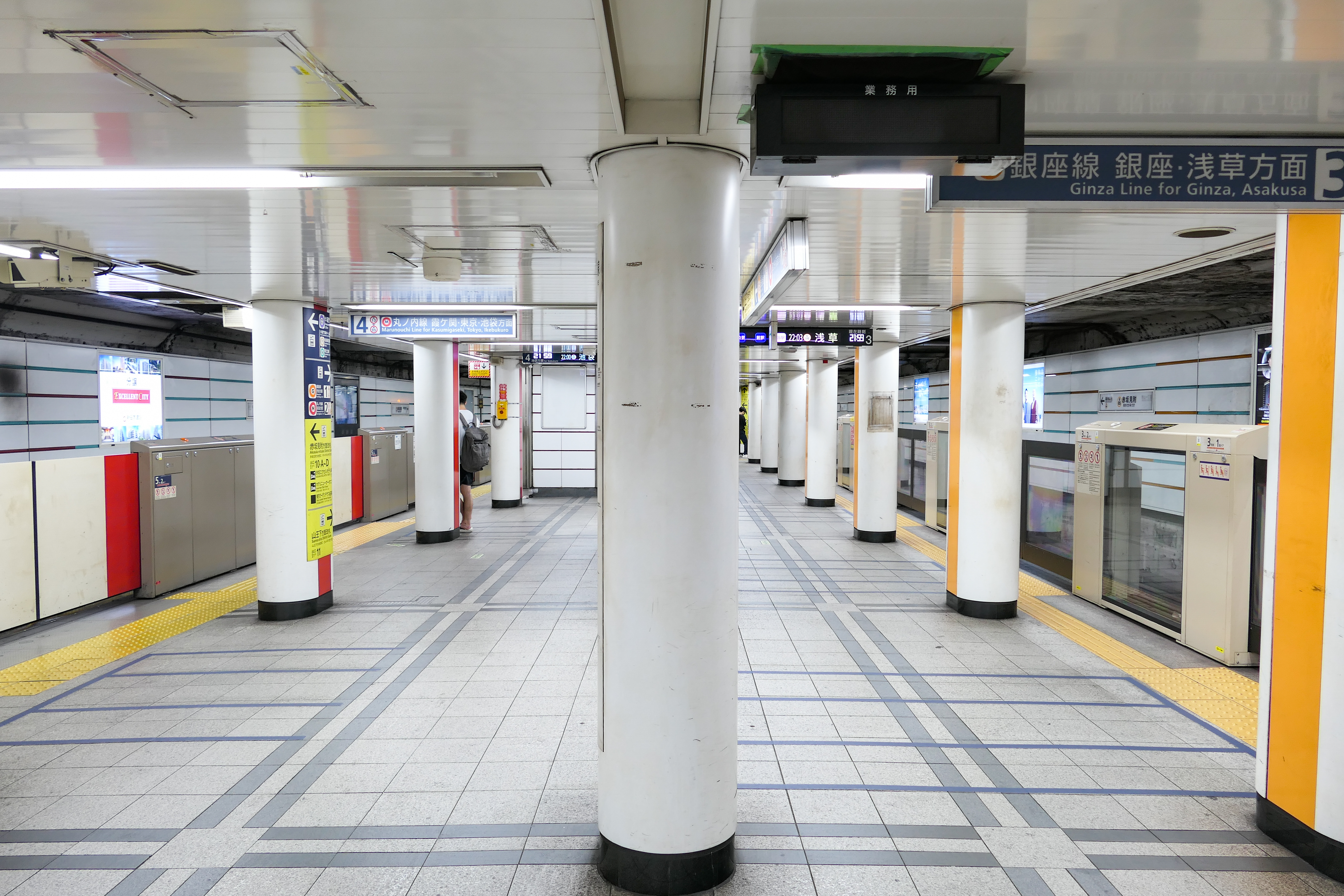
3號與4號月臺（2023年8月）

銀座線澀谷方向與丸之內線荻窪方向月台均位於地下1樓、銀座線淺草方向與丸之內線池袋方向月台均位於地下2樓。島式月台配置，可進行跨月台轉乘。銀座線仍為東京高速鐵道建設初時已經考慮到丸之內線的轉乘，因此採用2層結構，並使用較窄的月台寬度（起初為4.85m），同線於通車前車站已經全部完成擴建工程。
丸之内線側的月台設有可動式月台門。
銀座線與丸之內線的列車會同時到站，以減少轉乘等待時間。
本站溜池山王、國會議事堂前側有銀座線進入丸之內線的連絡線，銀座線車輛可藉此前往丸之內線中野工場進行檢查整修。但由於丸之內車輛尺寸較大，此連絡線只有銀座線車輛可使用。銀座線曾有經此連絡線直通丸之內線的臨時列車。2010年5月2日電影《假面騎士x假面騎士x假面騎士 THE MOVIE 超·電王三部曲》「Metro Den Liner」（メトロデンライナー）宣傳列車從銀座線上野站經本站連絡線前往丸之內線中野富士見町站。
為防止乘客誤乘，丸之內線使用的02系的車窗、車門上方加上紅色色帶。
出入口直通belleVie赤坂，並設有電梯。元赤坂、紀尾井町方向也可藉由赤坂地下步道前往本站。丸之內線月台四谷側也設有電梯。

### 月台配置
| 月台        | 路線     | 目的地                 |
| ----------- | -------- | ---------------------- |
| 地下1樓月台 |          |                        |
| 1           | 銀座線   | 表參道、澀谷方向       |
| 2           | 丸之內線 | 新宿、荻窪方向         |
| 地下2樓月台 |          |                        |
| 3           | 銀座線   | 銀座、淺草方向         |
| 4           | 丸之內線 | 銀座、大手町、池袋方向 |

（來源：東京地下鐵:構內圖 （页面存档备份，存于））

#### 配線圖
|                         | ↑ 銀座線 澀谷方向                  |                                  |
| ← 銀座線 銀座、淺草方向 | 東京地下鐵 赤坂見附站 站內配線略圖 | → 丸之內線 新宿、荻窪 方南町方向 |
|                         | ↓ 丸之內線 銀座、池袋方向          |                                  |
| 图例 参考文献：、       |                                    |                                  |

### 出入口
| 出入口                | 往地面 電扶梯 | 照片 | 周邊設施、建物                                      |
| --------------------- | ------------- | ---- | --------------------------------------------------- |
| 1*                    |               |      | 國會議事堂 / 參議院議員會館 / 眾議院議員會館        |
| 2*                    |               |      | 國會圖書館 / 憲政紀念館                             |
| 3                     |               |      | 相互永田町大樓 / 自由民主會館 / 全國町村会館        |
| 4                     |               |      | 最高裁判所 / 國立劇場 / 砂防會館 / JA共濟大樓       |
| 5                     |               |      | 都道府縣會館                                        |
| 6                     |               |      | 石油會館 / 星陵會館                                 |
| 7                     |               |      | 弁慶橋 / 清水谷公園 / 新大谷飯店                    |
| 8                     |               |      | 赤坂見附交差點 / 東急赤坂卓越大飯店/ 山王Grand大樓  |
| 9a                    |               |      | 千代田放送會館                                      |
| 9b*                   |               |      | 都道府縣會館                                        |
| 10                    |               |      | 外堀通 / 三筋通 / 日枝神社 / 赤坂Sacas / 赤坂一木通 |
| 11                    |               |      | 保德信塔                                            |
| A*                    |               |      | 赤坂見附交番                                        |
| B*                    |               |      | 元赤坂方向                                          |
| C*                    |               |      | 赤坂公共停車場                                      |
| D*                    |               |      | 弁慶橋                                              |
| *出入口有開放時間限制 |               |      |                                                     |

### 永田町站的聯絡
此站與永田町站之間於此站地下2樓（銀座線淺草方向、丸之內線池袋方向月台）與半藏門線月台西端連結上行下行幾個重要的地底通道（長約200米）。此外，若要於此站有樂町線轉乘南北線，需途經半藏門線月台（長約200米）。
|              |              |                                          | 永田町站                 |                                            |
| 半藏門線     | 有樂町線     | 南北線                                   |                          |                                            |
| 赤坂見附站   |              |                                          |                          |                                            |
| 月台間之距離 | 月台間之距離 | 約250米                                  | 約520米                  | 約610米                                    |
| 其他轉乘站   | 銀座線       | 澀谷站* 表參道站◎ 青山一丁目站 三越前站* | 無 （澀谷站*）           | 溜池山王站◎                                |
| 其他轉乘站   | 丸之內線     | 大手町站◎                                | 池袋站* （新宿三丁目站） | 四谷站◎ 國會議事堂前站/溜池山王站 後樂園站 |

＊：閘外轉乘　◎：最方便轉乘站

### 改善工程
本站進行針對火災避難的避難誘導設備與排煙設備整備工程，並於2010年8月28日開放山王下方向的新剪票口、出入口。
為確保火災時有兩條避難路徑，溜池山王、國會議事堂前側地下3樓（月台下）新增剪票口（山王方面口）、大廳、廁所，保誠塔建地內設置出入口，外堀通西側步道上增設電梯專用出入口。另外，增設的剪票口與各月台間也連絡階梯與電梯。
接著月台、月台側壁、原剪票口更新工程也隨之進行，並於2011年春季完成。丸之內線月台隨著更新工程也增設撥放廣告的液晶螢幕。

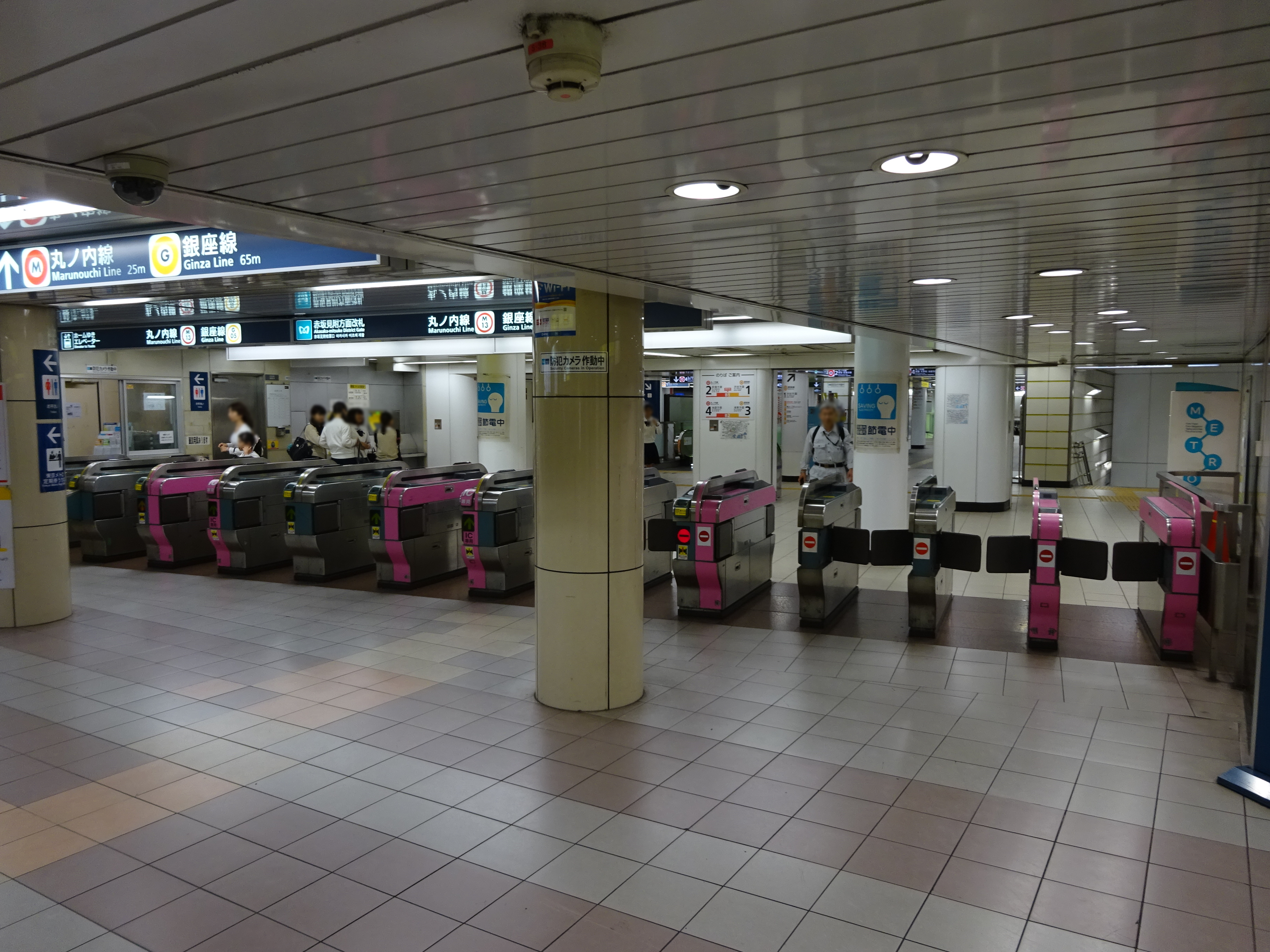
赤坂見附方向閘口（2016年6月18日）
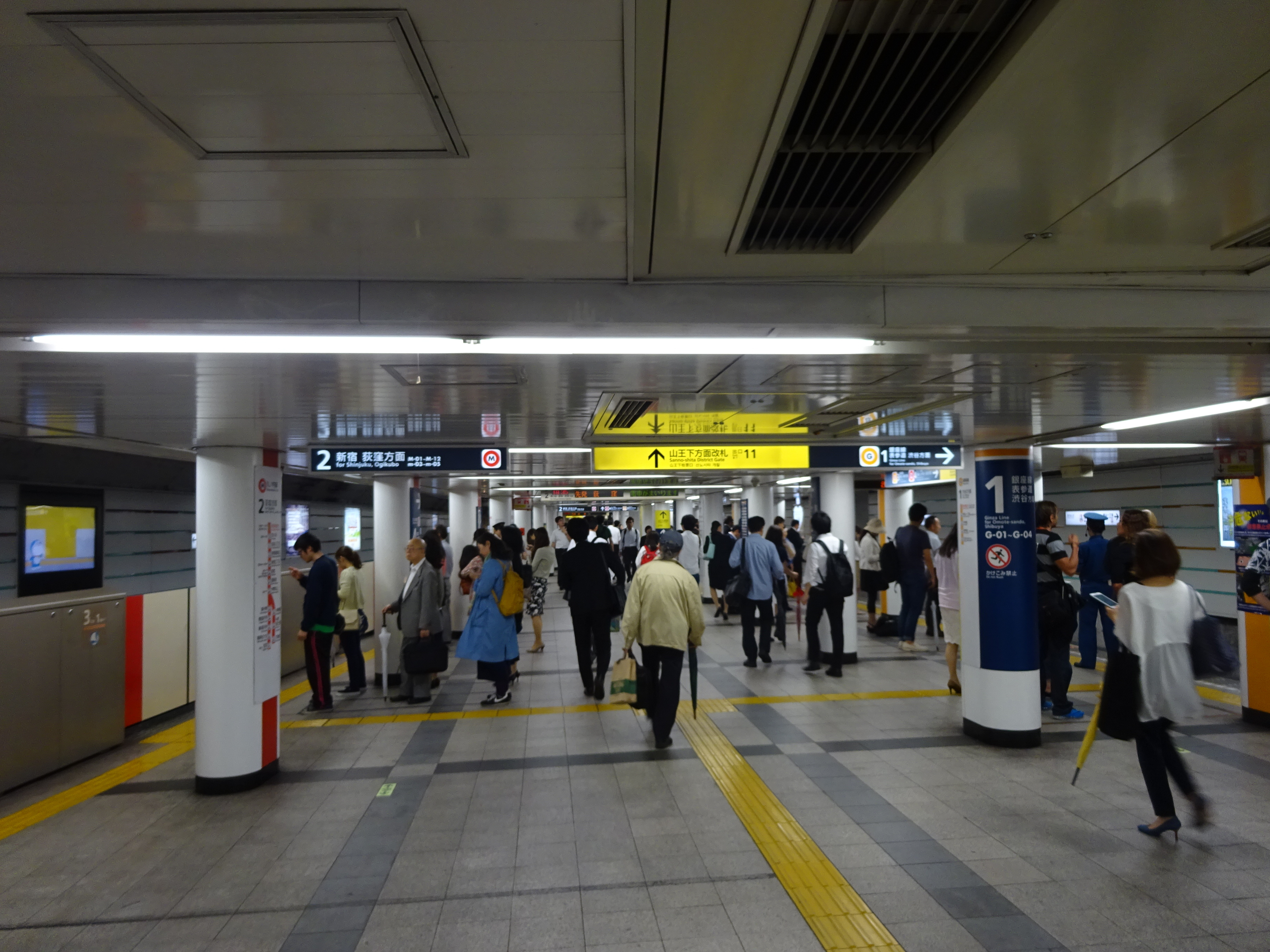
左邊為丸之內線荻窪、方南町方向，右邊為銀座線表參道、澀谷方向（2016年6月28日）
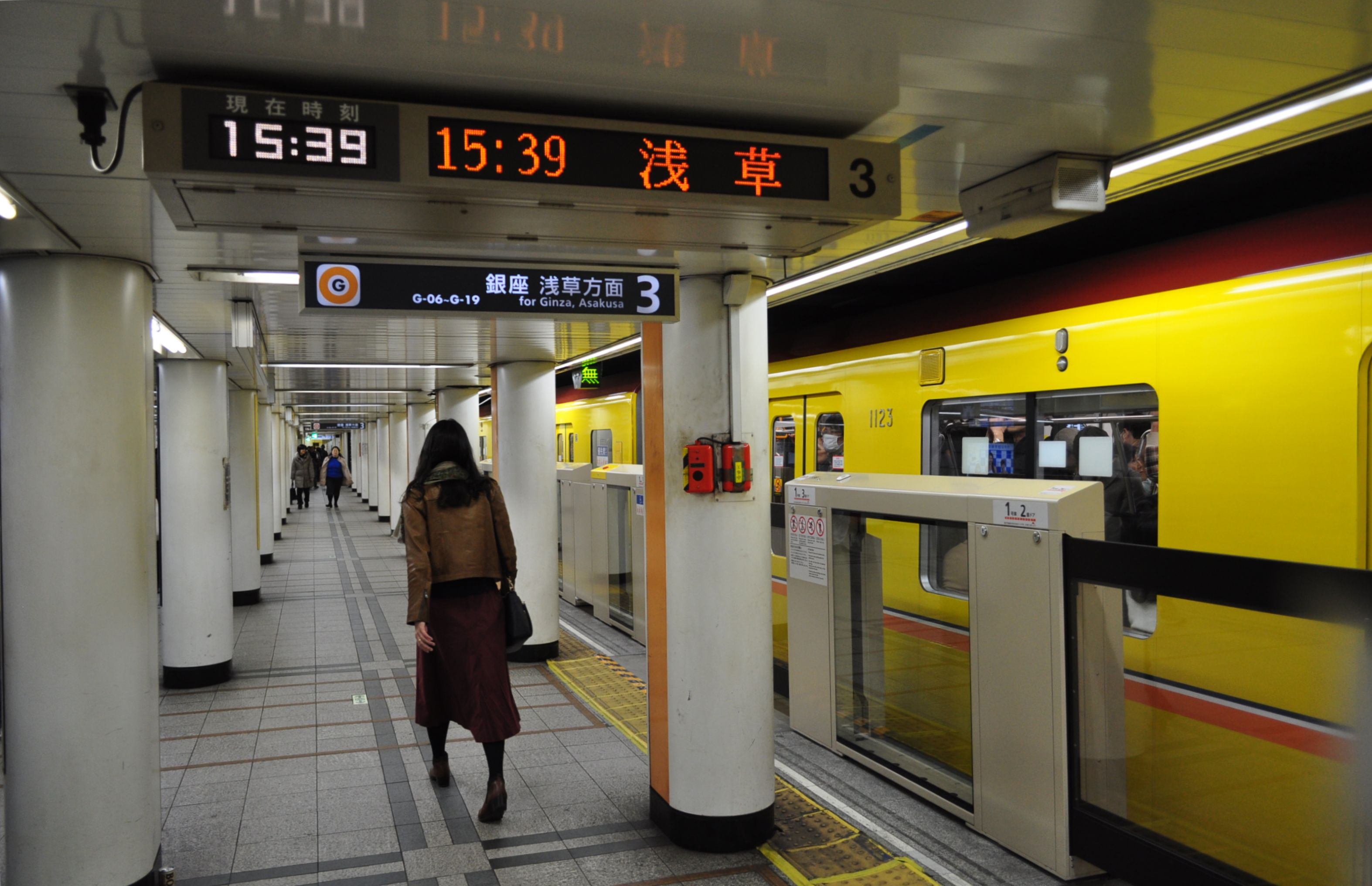
銀座線銀座、淺草方向月台（2018年3月3日攝）

## 利用狀況
- 東京地下鐵 - 2017年度1日平均上下車人次為127,252人[利用客数 1]。
東京地下鐵全部130個車站當中排行第25位。此數值不包括東京地下鐵線內轉乘人次。
  - 若包括東京地下鐵線內轉乘人次，2017年度各路線1日平均上下車人次如下表[乗降データ 1]。包括與永田町站的有樂町線、半藏門線、南北線的轉乘人次。
    - 銀座線 - 184,039人 - 同線內次於新橋站、日本橋站、澀谷站、表參道站排行第5位。
    - 丸之內線 - 200,882人 - 同線內次於池袋站、新宿站、東京站排行第4位。

### 各年度1日平均上下車人次
近年1日平均上下車人次推移如下表。
| 年度               | 營團 / 東京地下鐵  | 營團 / 東京地下鐵 |
| 年度               | 1日平均 上下車人次 | 增長率            |
| ------------------ | ------------------ | ----------------- |
| 1999年（平成11年） | 116,882            |                   |
| 2000年（平成12年） | 116,210            | −0.6%             |
| 2001年（平成13年） | 114,333            | −1.6%             |
| 2002年（平成14年） | 112,842            | −1.3%             |
| 2003年（平成15年） | 111,026            | −1.6%             |
| 2004年（平成16年） | 102,867            | −7.3%             |
| 2005年（平成17年） | 101,009            | −1.8%             |
| 2006年（平成18年） | 103,471            | 2.4%              |
| 2007年（平成19年） | 108,776            | 5.1%              |
| 2008年（平成20年） | 108,166            | −0.6%             |
| 2009年（平成21年） | 103,238            | −4.6%             |
| 2010年（平成22年） | 102,522            | −0.7%             |
| 2011年（平成23年） | 99,394             | −3.1%             |
| 2012年（平成24年） | 101,945            | 2.6%              |
| 2013年（平成25年） | 108,728            | 6.7%              |
| 2014年（平成26年） | 109,472            | 0.7%              |
| 2015年（平成27年） | 113,625            | 3.8%              |
| 2016年（平成28年） | 119,136            | 4.9%              |
| 2017年（平成29年） | 127,252            | 6.8%              |

### 各年度1日平均上車人次（1956年－2000年）
近年1日平均上車人次推移如下表。
- 1959年度以前與1963年度以後（1968年－1973年除外）的數值不包括各線內的轉乘人次。

| 年度               | 銀座線  | 丸之內線   | 來源              |
| ------------------ | ------- | ---------- | ----------------- |
| 1956年（昭和31年） | 7,837   | 未開業     | [ 東京都統計 1 ]  |
| 1957年（昭和32年） | 7,289   | 未開業     | [ 東京都統計 2 ]  |
| 1958年（昭和33年） | 10,064  | [ 備考 1 ] | [ 東京都統計 3 ]  |
| 1959年（昭和34年） |         | 12,232     | [ 東京都統計 4 ]  |
| 1960年（昭和35年） | 70,122  | 67,661     | [ 東京都統計 5 ]  |
| 1961年（昭和36年） | 94,374  | 93,745     | [ 東京都統計 6 ]  |
| 1962年（昭和37年） | 110,874 | 109,619    | [ 東京都統計 7 ]  |
| 1963年（昭和38年） | 16,795  | 16,040     | [ 東京都統計 8 ]  |
| 1964年（昭和39年） | 21,513  | 20,855     | [ 東京都統計 9 ]  |
| 1965年（昭和40年） | 24,404  | 21,388     | [ 東京都統計 10 ] |
| 1966年（昭和41年） | 21,762  | 23,243     | [ 東京都統計 11 ] |
| 1967年（昭和42年） | 23,704  | 23,675     | [ 東京都統計 12 ] |
| 1968年（昭和43年） | 117,045 | 117,841    | [ 東京都統計 13 ] |
| 1969年（昭和44年） | 127,148 | 123,485    | [ 東京都統計 14 ] |
| 1970年（昭和45年） | 133,841 | 130,556    | [ 東京都統計 15 ] |
| 1971年（昭和46年） | 130,331 | 136,180    | [ 東京都統計 16 ] |
| 1972年（昭和47年） | 135,342 | 137,488    | [ 東京都統計 17 ] |
| 1973年（昭和48年） | 130,748 | 129,649    | [ 東京都統計 18 ] |
| 1974年（昭和49年） |         | 65,707     | [ 東京都統計 19 ] |
| 1975年（昭和50年） |         | 62,030     | [ 東京都統計 20 ] |
| 1976年（昭和51年） | 30,241  | 30,214     | [ 東京都統計 21 ] |
| 1977年（昭和52年） | 31,394  | 31,134     | [ 東京都統計 22 ] |
| 1978年（昭和53年） | 30,822  | 30,181     | [ 東京都統計 23 ] |
| 1979年（昭和54年） | 31,046  | 31,139     | [ 東京都統計 24 ] |
| 1980年（昭和55年） | 31,792  | 31,332     | [ 東京都統計 25 ] |
| 1981年（昭和56年） | 32,830  | 32,844     | [ 東京都統計 26 ] |
| 1982年（昭和57年） | 33,611  | 33,304     | [ 東京都統計 27 ] |
| 1983年（昭和58年） | 33,773  | 34,393     | [ 東京都統計 28 ] |
| 1984年（昭和59年） | 35,504  | 35,263     | [ 東京都統計 29 ] |
| 1985年（昭和60年） | 35,523  | 35,934     | [ 東京都統計 30 ] |
| 1986年（昭和61年） | 36,123  | 36,521     | [ 東京都統計 31 ] |
| 1987年（昭和62年） | 35,366  | 36,967     | [ 東京都統計 32 ] |
| 1988年（昭和63年） | 35,370  | 37,211     | [ 東京都統計 33 ] |
| 1989年（平成元年） | 34,129  | 36,600     | [ 東京都統計 34 ] |
| 1990年（平成02年） | 35,132  | 36,227     | [ 東京都統計 35 ] |
| 1991年（平成03年） | 35,443  | 35,844     | [ 東京都統計 36 ] |
| 1992年（平成04年） | 33,614  | 35,438     | [ 東京都統計 37 ] |
| 1993年（平成05年） | 32,334  | 34,178     | [ 東京都統計 38 ] |
| 1994年（平成06年） | 31,351  | 33,148     | [ 東京都統計 39 ] |
| 1995年（平成07年） | 30,642  | 32,336     | [ 東京都統計 40 ] |
| 1996年（平成08年） | 30,008  | 32,479     | [ 東京都統計 41 ] |
| 1997年（平成09年） | 30,479  | 31,104     | [ 東京都統計 42 ] |
| 1998年（平成10年） | 30,093  | 29,359     | [ 東京都統計 43 ] |
| 1999年（平成11年） | 28,910  | 29,393     | [ 東京都統計 44 ] |
| 2000年（平成12年） | 28,915  | 29,233     | [ 東京都統計 45 ] |

### 各年度1日平均上車人次（2001年以後）
| 年度               | 銀座線 | 丸之內線 | 來源              |
| ------------------ | ------ | -------- | ----------------- |
| 2001年（平成13年） | 28,441 | 28,803   | [ 東京都統計 46 ] |
| 2002年（平成14年） | 27,323 | 28,649   | [ 東京都統計 47 ] |
| 2003年（平成15年） | 27,052 | 28,131   | [ 東京都統計 48 ] |
| 2004年（平成16年） | 26,737 | 26,844   | [ 東京都統計 49 ] |
| 2005年（平成17年） | 26,211 | 26,392   | [ 東京都統計 50 ] |
| 2006年（平成18年） | 26,915 | 27,236   | [ 東京都統計 51 ] |
| 2007年（平成19年） | 28,279 | 28,470   | [ 東京都統計 52 ] |
| 2008年（平成20年） | 27,493 | 28,532   | [ 東京都統計 53 ] |
| 2009年（平成21年） | 26,047 | 27,205   | [ 東京都統計 54 ] |
| 2010年（平成22年） | 25,830 | 26,769   | [ 東京都統計 55 ] |
| 2011年（平成23年） | 24,902 | 25,948   | [ 東京都統計 56 ] |
| 2012年（平成24年） | 25,526 | 26,734   | [ 東京都統計 57 ] |
| 2013年（平成25年） | 27,254 | 28,504   | [ 東京都統計 58 ] |
| 2014年（平成26年） | 27,430 | 28,619   | [ 東京都統計 59 ] |
| 2015年（平成27年） | 28,298 | 29,872   | [ 東京都統計 60 ] |
| 2016年（平成28年） | 29,742 | 31,249   | [ 東京都統計 61 ] |

備考
1. ↑  1959年3月15日開業。

## 車站周邊
- 赤坂見附遺址
- 迎賓館
- 皇居外堀（日语：外濠 (東京都)）（辯慶濠）：起初計劃此站起至辯慶濠預定進行工程，後來中止。
- 辯慶釣魚俱樂部
- 豐川稻荷東京別院（日语：豊川稲荷東京別院）
- 赤坂御用地
- 赤坂見附前田醫院（日语：赤坂見附前田病院）
- 山王飯店
- 新大谷酒店（日语：ホテルニューオータニ）
  - 新大谷美術館（日语：ニューオータニ美術館）
  - 新大谷酒店內郵局
- 赤坂大王子酒店（舊、赤坂王子酒店）跡地
- 赤坂東急優秀酒店（日语：赤坂エクセルホテル東急）、東急PLAZA赤坂
- 東急經紀（日语：東急エージェンシー）
- 保誠塔（日语：プルデンシャルタワー）
- belleVie赤坂（日语：ベルビー赤坂）（BIC CAMERA赤坂見附站店）
- 山王Grand大樓
  - 山王Grand大樓內郵局
- 東京都立日比谷高等學校（日语：東京都立日比谷高等学校）
- 山王日枝神社
- 清水谷公園（日语：清水谷公園）
- 眾議院議長 (日本)官邸
- 參議院議長官邸
- 墨西哥駐日大使館
- 鹿島建設本社
- 赤坂警察署（日语：赤坂警察署）
- 港區役所（日语：港区役所 (東京都)）赤坂地區綜合支所
  - 港區赤坂區民中心
- 港保健所保健服務中心
- 山脇學園短期大學、中學校·高等學校（日语：山脇学園中学校・高等学校）
- 國道246號（青山通）
- 東京都道405號外濠環狀線（外堀通）
- 赤坂蒙特雷酒店（日语：ホテルモントレ）
- 赤坂一木通郵局
- 赤坂Sacas
  - TBS集團各社
  - TBS廣播中心
  - 赤坂Biz塔樓大廈
  - 赤坂BLITZ
  - TBS赤坂ACT劇場
- WOWOW本社
- 東京電業會館（日语：東京電業協会）
  - 東京電業協會（日语：東京電業協会）
  - 東京電氣技術高等專修學院（日语：東京電気技術高等専修学校）（東電協學校）
  - 日本電氣工程士協會（日语：日本電気工事士協会）
  - 日本電設工業協會
- 東京地下鐵千代田線 赤坂站
- APA集團本社

## 巴士路線
赤坂見附站前
- Chii-bus（日语：ちぃばす）赤坂線[10]：青山一丁目站前、檜町公園（日语：檜町公園）、六本木新城方向（富士）
- Chii-bus青山線[10]：青山一丁目站前、表參道站、六本木新城方面（富士）

東急赤坂卓越大飯店
- 機場聯絡巴士[11]：往成田機場、羽田機場（利木津）

## 相片

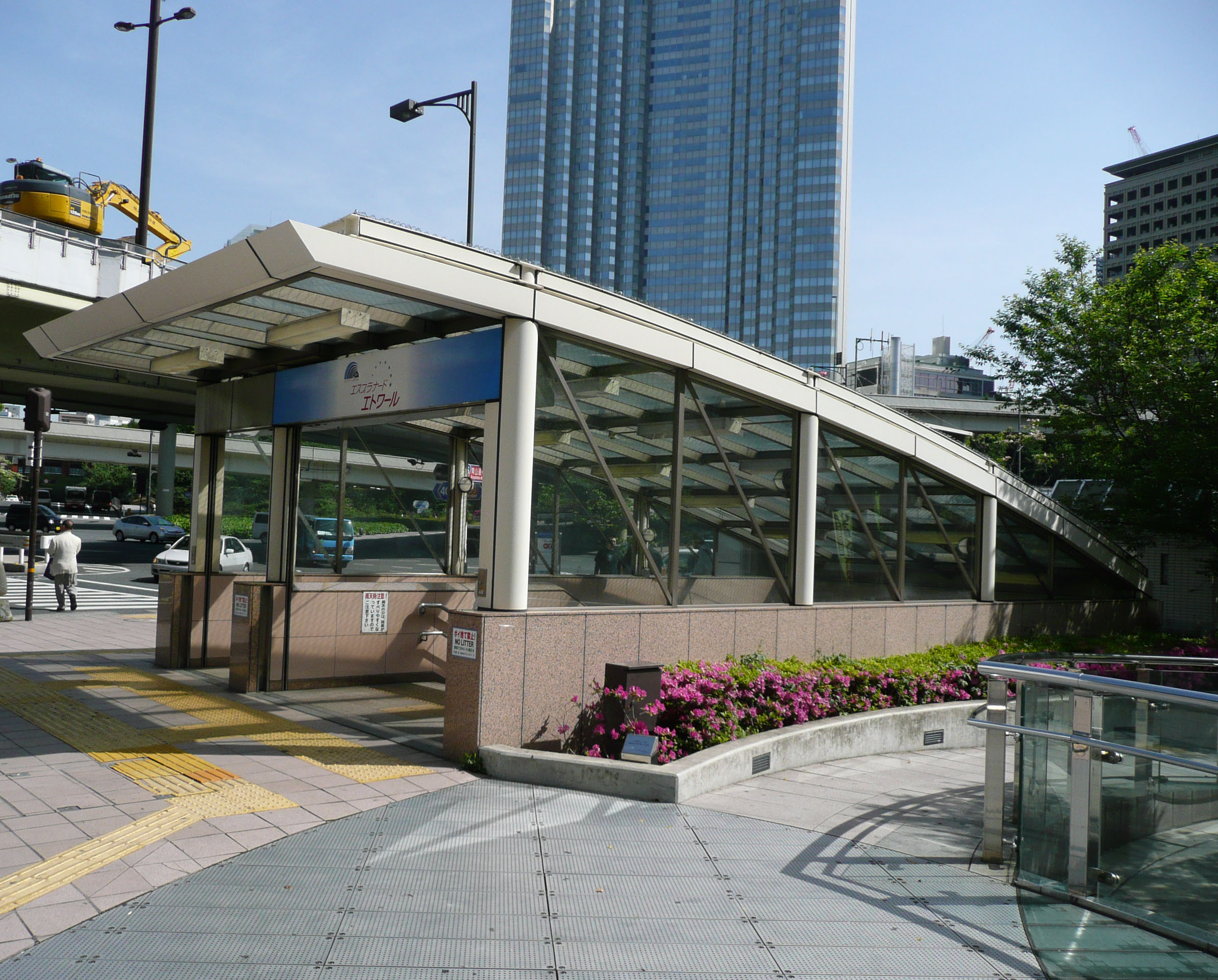
A出入口（2010年5月）
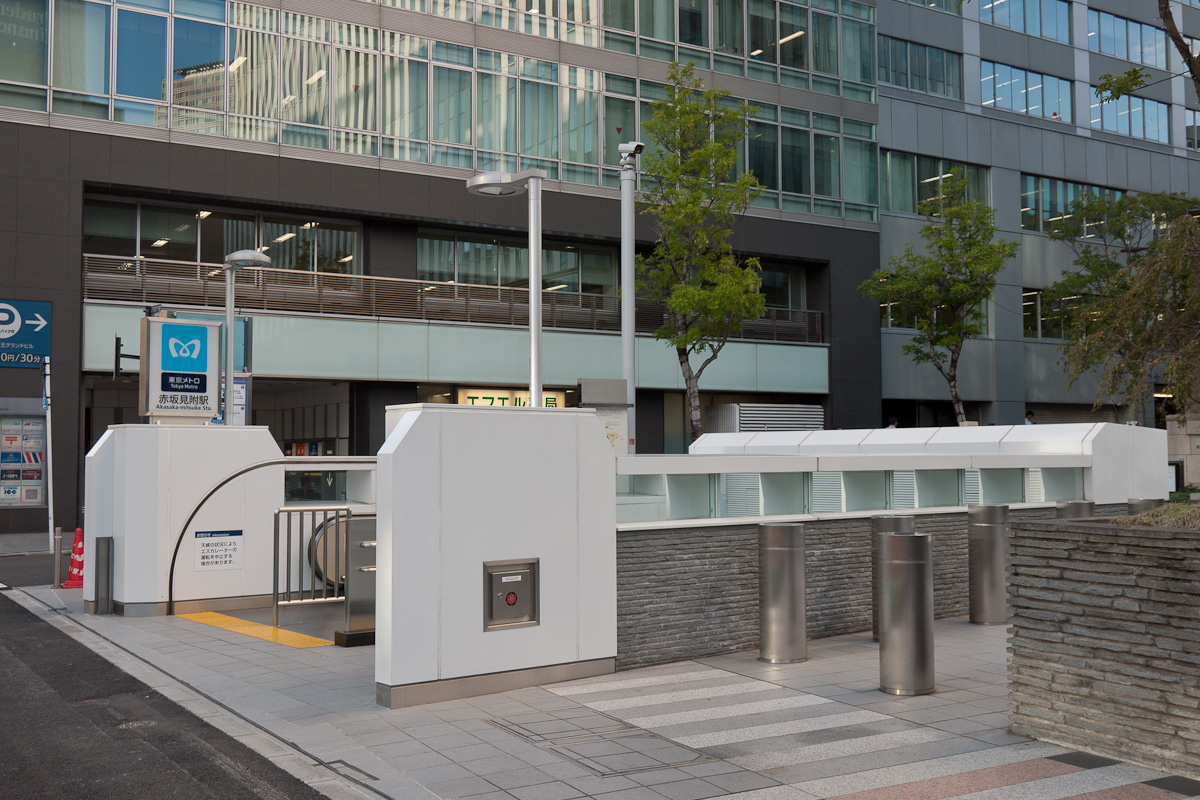
保誠塔前11出口

## 相鄰車站
東京地下鐵
 銀座線
青山一丁目（G 04）－赤坂見附（G 05）－溜池山王（G 06）
 丸之內線
四谷（M 12）－赤坂見附（M 13）－國會議事堂前（M 14）

## 腳註

### 來源
1. ↑  . 東京メトロ.   [2016-03-07]. （原始内容存档于2016-03-04）.
2. ↑  大手町站也有5條路線，但東京地下鐵僅占4條（另1條路線是都營地下鐵三田線）。
3. ↑  『東京地下鉄道丸ノ内線建設史』 帝都高速度交通営団
4. ↑  東京メトロに仮面ライダー電王がやってくる！ 5/2(日) イベント列車『メトロデンライナー』に200名をご招待！ （页面存档备份，存于） - 東京地下鉄ニュースリリース 2010年4月6日
5. ↑  「特集 短絡線ミステリー6」、『鉄道ファン』、通巻第502号 2003年2月号、12p、交友社、2003年
6. ↑  .   [2006-10-27]. （原始内容存档于2010-10-18）.
7. ↑  井上孝司『配線略図で広がる鉄の世界 － 路線を読み解く&作る本』 ISBN 978-4-7980-2200-0、秀和システム、2009年、176p.
8. 1 2  經副都心線池袋站前往要町更遠的地點
9. ↑  赤坂見附駅に新しいコンコース・出入口が誕生　8月28日（土）オープン！ （页面存档备份，存于） - 東京地下鉄ニュースリリース 2010年8月23日
10. 1 2  ちぃばす時刻表 （页面存档备份，存于）、港区ホームページ、2011年2月8日閲覧
11. ↑  赤坂エクセルホテル東急｜路線・時刻表・運賃｜リムジンバスの東京空港交通 （页面存档备份，存于）、東京空港交通ホームページ、2011年2月8日閲覧

### 利用狀況資料來源
地下鐵1日平均使用人數
1. ↑  各駅の乗降人員ランキング （页面存档备份，存于） - 東京メトロ

地下鐵統計資料
1. ↑  各種報告書 （页面存档备份，存于） - 関東交通広告協議会
2. ↑  行政資料集 （页面存档备份，存于） - 港区
3. ↑  行政基礎資料集 （页面存档备份，存于） - 千代田区

東京都統計年鑑
1. ↑  昭和31年PDF - 15ページ
2. ↑  昭和32年PDF - 15ページ
3. ↑  昭和33年PDF
4. ↑  .   [2019-01-05]. （原始内容存档于2016-03-05）.
5. ↑  .   [2019-01-05]. （原始内容存档于2016-03-05）.
6. ↑  .   [2019-01-05]. （原始内容存档于2015-06-29）.
7. ↑  .   [2019-01-05]. （原始内容存档于2015-06-29）.
8. ↑  .   [2019-01-05]. （原始内容存档于2015-06-29）.
9. ↑  .   [2019-01-05]. （原始内容存档于2015-06-29）.
10. ↑  .   [2019-01-05]. （原始内容存档于2016-03-05）.
11. ↑  .   [2019-01-05]. （原始内容存档于2016-03-05）.
12. ↑  .   [2019-01-05]. （原始内容存档于2016-03-05）.
13. ↑  .   [2019-01-05]. （原始内容存档于2016-03-05）.
14. ↑  .   [2019-01-05]. （原始内容存档于2016-03-05）.
15. ↑  .   [2019-01-05]. （原始内容存档于2016-03-05）.
16. ↑  .   [2019-01-05]. （原始内容存档于2015-06-29）.
17. ↑  .   [2019-01-05]. （原始内容存档于2015-06-29）.
18. ↑  .   [2019-01-05]. （原始内容存档于2015-06-29）.
19. ↑  .   [2019-01-05]. （原始内容存档于2016-03-05）.
20. ↑  .   [2019-01-05]. （原始内容存档于2016-06-02）.
21. ↑  .   [2019-01-05]. （原始内容存档于2015-06-29）.
22. ↑  .   [2019-01-05]. （原始内容存档于2016-03-05）.
23. ↑  .   [2019-01-05]. （原始内容存档于2015-06-29）.
24. ↑  .   [2019-01-05]. （原始内容存档于2016-03-05）.
25. ↑  .   [2019-01-05]. （原始内容存档于2016-03-05）.
26. ↑  .   [2019-01-05]. （原始内容存档于2016-03-05）.
27. ↑  .   [2019-01-05]. （原始内容存档于2015-06-29）.
28. ↑  .   [2019-01-05]. （原始内容存档于2015-06-29）.
29. ↑  .   [2019-01-05]. （原始内容存档于2015-06-29）.
30. ↑  .   [2019-01-05]. （原始内容存档于2016-03-05）.
31. ↑  .   [2019-01-05]. （原始内容存档于2016-03-05）.
32. ↑  .   [2019-01-05]. （原始内容存档于2015-06-29）.
33. ↑  .   [2019-01-05]. （原始内容存档于2016-03-05）.
34. ↑  .   [2019-01-05]. （原始内容存档于2016-03-05）.
35. ↑  .   [2019-01-05]. （原始内容存档于2016-03-05）.
36. ↑  .   [2019-01-05]. （原始内容存档于2016-03-05）.
37. ↑  平成4年
38. ↑  平成5年
39. ↑  平成6年
40. ↑  平成7年
41. ↑  平成8年
42. ↑  .   [2016-04-21]. （原始内容存档于2016-03-04）.
43. ↑  平成10年PDF
44. ↑  平成11年PDF
45. ↑  .   [2016-04-21]. （原始内容存档于2016-03-04）.
46. ↑  .   [2016-04-21]. （原始内容存档于2016-03-04）.
47. ↑  .   [2016-04-21]. （原始内容存档于2017-07-29）.
48. ↑  .   [2016-04-21]. （原始内容存档于2017-07-29）.
49. ↑  .   [2016-04-21]. （原始内容存档于2017-07-29）.
50. ↑  .   [2016-04-21]. （原始内容存档于2017-07-29）.
51. ↑  .   [2016-04-21]. （原始内容存档于2017-07-29）.
52. ↑  .   [2016-04-21]. （原始内容存档于2017-07-29）.
53. ↑  .   [2016-04-21]. （原始内容存档于2017-07-29）.
54. ↑  .   [2019-01-05]. （原始内容存档于2016-03-26）.
55. ↑  .   [2019-01-05]. （原始内容存档于2016-03-27）.
56. ↑  .   [2019-01-05]. （原始内容存档于2016-03-25）.
57. ↑  .   [2019-01-05]. （原始内容存档于2016-03-27）.
58. ↑  .   [2019-01-05]. （原始内容存档于2016-03-22）.
59. ↑  .   [2019-01-05]. （原始内容存档于2017-07-30）.
60. ↑  .   [2019-01-05]. （原始内容存档于2018-11-09）.
61. ↑  .   [2019-01-05]. （原始内容存档于2019-05-02）.

## 外部連結
- 赤坂見附/G05/M13 | 路線・車站資訊 | 東京地下鐵